# Мысниченко, Владислав Петрович
Владислав Петрович Мысниченко (13 апреля 1929, Коломак, Харьковский округ — 15 апреля 2019) — украинский советский партийный деятель. Член КПСС с 1955 года; член ЦК КПСС (1981—1990), первый секретарь Харьковского обкома КП Украины (1980—1990), член ЦК КП Украины. Депутат Совета Союза Верховного Совета СССР 10—11-го созывов (1979—1989) от Харьковской области. Народный депутат СССР. Депутат Верховного Совета УССР 10—11-го созывов. Депутат Харьковского облсовета.

## Биография
Родился 13 апреля 1929 года. Украинец.
Окончил Харьковский авиационный институт в 1952 году. Кандидат экономических наук.
В 1952—1955 годах — старший инженер завода. С 1955 года — заместитель заведующего отделом комсомольских организаций Харьковского обкома ЛКСМУ. С сентября 1957 года — инструктор отдела партийных органов Харьковского обкома КПУ. С мая 1959 года — заместитель заведующего отделом партийных органов того же обкома КПУ.
В 1964—1972 годах —  второй секретарь Харьковского горкома КП Украины. В 1972—1980 годах — второй секретарь Харьковского обкома КП Украины. В 1980—1990 годах — первый секретарь Харьковского обкома КП Украины.
С 1990 год — на пенсии.
С июня 1993 года — главный редактор межрегионального промышленного издания «Сельский журнал». В 2006—2010 годах — депутат Харьковского облсовета, заместитель председателя комиссии по вопросам аграрной политики, земельных отношений и природопользования.
Умер 15 апреля 2019 года.

## Награды
- Орден Октябрьской Революции;
- Орден «Знак Почёта»;
- Дважды Орден Трудового Красного Знамени;
- Почётная грамота Президиума Верховного Совета УССР.